# اکرم توفیق
اکرم توفیق (عربی: أكرم توفيق؛ زادهٔ ۸ نوامبر ۱۹۹۷) بازیکن فوتبال اهل مصر است.
از باشگاه‌هایی که در آن بازی کرده‌است می‌توان به باشگاه فوتبال انپی اشاره کرد.
وی همچنین در تیم ملی فوتبال زیر ۲۳ سال مصر بازی کرده‌است.